# 小巧玉凤花
小巧玉凤花（学名：Habenaria diplonema）为兰科玉凤花属下的一个种。

## 扩展阅读
- 維基物種上的相關：小巧玉凤花